# Chastity
Chastity er en amerikansk stumfilm fra 1923 af Victor Schertzinger.

## Medvirkende
- Katherine MacDonald som Norma O'Neill
- J. Gunnis Davis som Nat Mason
- J. Gordon Russell som Sam Wolfe
- Huntley Gordon som Darcy Roche
- Frederick Truesdell som Fergus Arlington
- Edythe Chapman som Mrs. Harris
- Verne Winter